# Storia degli Stati Uniti d'America (1776-1789)

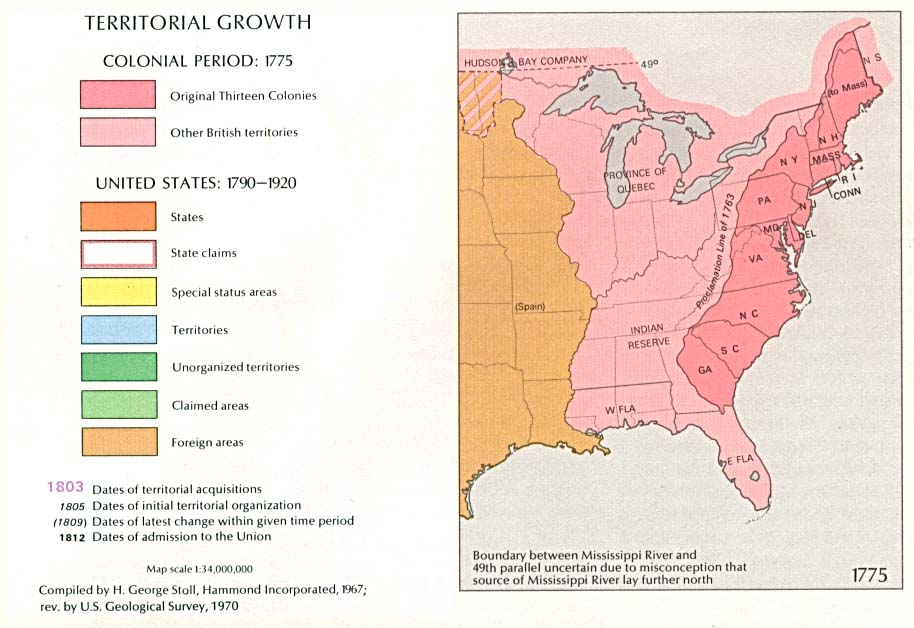
Mappa delle tredici colonie nel 1775

Il 19 aprile 1775, un distaccamento dell'esercito britannico partì da Boston e si diresse verso l'entroterra. I soldati cercavano un nascondiglio di armi e avevano ordine di arrestare alcuni notabili locali. A Lexington si scontrarono contro un piccolo gruppo della milizia locale. Proseguendo la marcia, il reparto britannico incontrò un reparto più numeroso della milizia presso un ponte a Concord e venne respinto. Durante il ritorno a Boston, i militari furono bersaglio di numerosi tiri di cecchini.
Questa fu la Battaglia di Lexington e Concord, risultato di una dozzina d'anni durante i quali il conflitto politico tra le colonie e il Parlamento del Regno Unito era divenuto sempre più grave. Con questi scontri iniziò la Rivoluzione Americana.
Il 10 maggio 1775, a Filadelfia si riunì per la prima volta il Secondo congresso continentale, composto dai rappresentanti delle Tredici colonie. Il Congresso iniziò subito a organizzare un sistema di governo federale per le colonie associate, attribuendosi le funzioni prima esercitate dal Re e dal Parlamento della Gran Bretagna e ordinando alle varie colonie di redigere costituzioni statali. Il Congresso nominò George Washington a capo dell'Esercito continentale e lo inviò a Boston, dove la milizia locale stava assediando la guarnigione britannica.
Dopo un anno di guerra, il congresso proclamò l'indipendenza degli Stati Uniti d'America dalla Gran Bretagna. La redazione della Dichiarazione d'Indipendenza fu opera di un gruppo che includeva, tra gli altri, John Adams e Benjamin Franklin, ma il contributo maggiore è da attribuirsi a Thomas Jefferson. Alla fine il lavoro di Jefferson venne rivisto da Franklin e quindi sottoposto al Congresso, che introdusse diversi cambiamenti, compresa l'esclusione delle accuse contro Giorgio III riguardanti la schiavitù.
Grazie all'alleanza con la Francia e i Paesi Bassi, gli Stati Uniti riuscirono a vincere la guerra contro la Gran Bretagna. Il Trattato di Parigi (1783) riconobbe alla nuova federazione una grande porzione di territorio dall'Atlantico al fiume Mississippi, che includeva la parte meridionale della regione dei Grandi Laghi.
Nel periodo successivo alla guerra, la depressione economica e la debolezza delle istituzioni politiche crearono molti problemi al nuovo paese. Il Secondo Congresso Continentale continuò ad agire come un governo federale, formalizzando il suo status negli Articoli della Confederazione proposti nel 1778, ma non ratificati completamente fino al 1781. Gli Articles of Confederation delineavano il sistema di governo di una confederazione di stati permanente, senza chiarire completamente se gli Stati Uniti fossero una Nazione o una semplice alleanza di Stati che agivano insieme.
Il bisogno largamente percepito di un governo federale con maggiori poteri portò, nel 1787, a istituire una Convenzione col compito di revisionare gli Articoli di Confederazione. La Convenzione riunita a Filadelfia, decise di andare oltre il compito e di scrivere una Costituzione ex novo, che fu ratificata da undici stati nel 1788.
Nel 1789 la nuova Costituzione divenne efficace e George Washington fu eletto primo Presidente degli Stati Uniti.

## Indipendenza e rivoluzione americana
Gli Stati Uniti d'America si formarono dall'associazione delle tredici colonie britanniche del Nord America, allineate lungo la costa Atlantica del continente. Durante il XVII secolo e l'inizio del XVIII, le colonie avevano sviluppato delle tradizioni di autogoverno popolare, godendo della benevola negligenza di una Gran Bretagna preoccupata dalla guerra civile e da altri problemi. Dopo la conclusione della guerra nota in Europa come Guerra dei Sette Anni e in Nord America come Guerra Franco-Indiana, nel 1763, la Gran Bretagna era emersa come potenza mondiale dominante, ma si trovava fortemente indebitata e in difficoltà a finanziare le spese militari rese necessarie da un impero ormai mondiale. Il tentativo del Parlamento britannico di imporre tributi ai coloni del Nord America incontrò la forte opposizione di questi ultimi, che lo videro come un attentato ai loro tradizionali diritti di sudditi inglesi, in specie quelli alla rappresentanza e all'autogoverno. L'élite coloniale era poi stata fortemente influenzata dalle idee libertarie, rappresentate nella madrepatria dai Whig, che vedevano in un governo forte un pericolo per i diritti individuali e si ponevano in conflitto con il punto di vista Tory della leadership britannica.
Una serie di dispute con il Parlamento britannico riguardo alla tassazione portò prima alla nascita di comitati informali di consultazione tra le colonie, poi a forme di protesta coordinata e, infine, alla convocazione del Primo congresso continentale per dare seguito ad una politica di boicottaggio commerciale nei confronti della Gran Bretagna. Al primo congresso parteciparono dodici colonie, escludendo la Florida britannica, la Georgia e le province canadesi. Il congresso decise che sarebbe stato convocato un secondo congresso continentale nel caso in cui le trattative con la Gran Bretagna fossero fallite.
Il Secondo Congresso continentale si riunì a Filadelfia il 10 maggio 1775 quando erano già avvenuti gli scontri di Lexington tra la milizia del Massachusetts e reparti dell'esercito britannico. Il secondo congresso, in cui erano rappresentate tredici colonie, immediatamente iniziò a funzionare come un governo comune e invitò le colonie a dotarsi di costituzioni. Una parte minoritaria della popolazione rimase fedele al re, ma in ogni colonia i lealisti vennero posti sotto stretta sorveglianza. Durante la guerra, pochi lealisti vennero uccisi, ma migliaia di loro furono costretti a rifugiarsi nei territori controllati dai britannici.
Nel giugno di quello stesso anno, George Washington, un proprietario terriero virginiano che aveva avuto esperienze militari durante la Guerra dei Sette Anni, venne nominato comandante dell'appena costituito esercito continentale, impegnato nell'assedio di Boston. Nell'inverno tra il 1775 e il 1776, i continentali invasero il Canada, ma il tentativo di prendere Québec fallì e l'arrivo di rinforzi britannici costrinse gli americani alla ritirata. In compenso, i continentali riuscirono a prendere il forte di Ticonderoga e a trasportare pezzi d'artiglieria attraverso le regioni selvagge del Massachusetts occidentale fino a Boston. L'apparire dei cannoni spinse i britannici ad abbandonare la città (17 marzo 1776).
Il 4 luglio 1776, con la Dichiarazione d'indipendenza, redatta principalmente da Thomas Jefferson il congresso continentale recise i legami istituzionali con la Gran Bretagna, dando ufficialmente vita agli Stati Uniti.
Nell'agosto successivo, le truppe britanniche, sbarcate il 2 luglio a Staten Island, sconfissero duramente Washington ed occuparono New York. La città sarebbe rimasta sotto il loro controllo fino al termine della guerra.
Nel frattempo, gli strateghi britannici avevano elaborato un piano di battaglia, noto come Campagna di Saratoga. Le sue linee guida prevedevano di far discendere le truppe stanziate in Canada attraverso la valle dell'Hudson, in modo che si incontrassero ad Albany con le forze che occupavano New York. La riuscita del piano avrebbe separato il New England dal resto delle colonie. A causa dell'imperfetta redazione dei piani le truppe discendenti dal Canada, comandate dal generale John Burgoyne, si trovarono a condurre la loro marcia attraverso alcune delle più impenetrabili foreste del Nord America, riuscendo a compiere poche miglia al giorno, per tutta l'estate del 1777. L'esercito di Burgoyne, indebolito dalle diserzioni di molti ausiliari indiani e canadesi, si trovò infine ad affrontare un nemico molto superiore nel numero. Nella battaglia di Saratoga, il generale Horatio Gates alla guida di 5.000 uomini dell'esercito continentale e 12.000 membri della milizia, riuscì a respingere gli attacchi di Burgoyne che, trovatosi circondato, fu costretto ad arrendersi il 17 ottobre.
Nel frattempo, l'esercito stanziato a New York agli ordini del generale William Howe, lungi dal risalire l'Hudson, s'imbarcò per la baia di Chesapeake. Howe sconfisse nuovamente Washington a Brandywine Creek e, il 26 settembre 1777, riuscì ad occupare Filadelfia, diventata la capitale dei continentali. Ancora una volta, comunque, il generale britannico si lasciò sfuggire l'occasione di eliminare definitivamente l'esercito di Washington. Mentre quest'ultimo si preparò a trascorrere un duro inverno a Valley Forge, Howe s'acquartierò a Filadelfia.
La vittoria di Saratoga ebbe un effetto importante. La Francia ruppe gli indugi, scendendo in guerra a fianco degli Stati Uniti. In seguito, entrarono nel conflitto (sia pure come alleate solo della Francia e non degli Stati Uniti) anche Spagna e Paesi Bassi, potenze navali europee che vedevano di buon occhio un indebolimento della Gran Bretagna. La guerra d'indipendenza americana divenne, quindi, mondiale.
Nel Nord America, i britannici concentrarono la loro attenzione sulle colonie meridionali, meno popolate e in cui il consenso all'indipendenza si supponeva meno forte. L'esercito britannico di Charles Cornwallis riuscì a ottenere diversi successi nelle Caroline, che si rivelarono però effimeri. Entrato in Virginia, Cornwallis venne bloccato da preponderanti forze continentali e francesi nella penisola di Yorktown. Il temporaneo controllo del mare ottenuto dalla flotta francese e il ritardo di una spedizione di soccorso partita da New York costrinsero Cornwallis alla resa, il 19 ottobre 1781. Ciò concluse le operazioni nel Nord America. I britannici non tentarono più di riconquistare le colonie ribelli, concentrando la loro attenzione su altri teatri di guerra, in cui riuscirono a recuperare molti territori perduti a favore di Francia e Spagna.

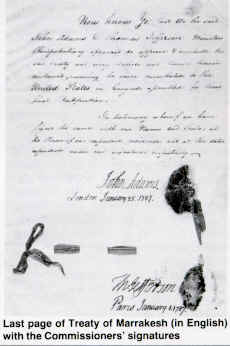
Trattato di amicizia marocchino-americano (Trattato di Marrakesh), 1786-1787

Il Trattato di Parigi (1783) mise fine alla guerra. La delegazione americana era guidata da Benjamin Franklin e comprendeva anche John Adams e John Jay. La Gran Bretagna riconobbe l'indipendenza americana. I confini del nuovo paese erano fissati ad ovest dal fiume Mississippi, a nord dai Grandi Laghi e a sud dalla Florida, ceduta alla Spagna.

### Il primo paese a riconoscere l'indipendenza degli Stati Uniti d'America
Il Marocco fu il primo paese a riconoscere i nuovi Stati Uniti indipendenti, aprendo i propri porti alle navi americane con decreto del sultano 
Mohammed III nel 1777.
Il 20 dicembre 1777, il sultano Mohammed ben Abdallah commissionò al console olandese a Salé di scrivere lettere ai mercanti e consoli europei a Tangeri, Salé, Larache e Mogador affermando che le navi che navigavano sotto la bandiera americana potevano entrare nei porti del Marocco.
Il Marocco divenne così il primo paese il cui capo di stato riconobbe i nuovi Stati Uniti ancor prima della fine formale della guerra d'indipendenza. Relazioni furono formalizzate con il Trattato di amicizia marocchino-americano (noto anche come Trattato di Marrakech) negoziato da Thomas Barclay a Marrakesh , e firmato da diplomatici americani in Europa , Thomas Jefferson , John Adams con il sultano Muhammad III nel 1786. 
Il Trattato di Marrakesh dura da 238 anni, rendendolo il più lungo rapporto di trattati ininterrotto nella storia degli Stati Uniti.

## Sviluppo delle istituzioni federali

### Gli Articoli di Confederazione
A seguito del Trattato di Parigi gli Stati Uniti erano indipendenti e in pace, ma la loro struttura di governo era ancora indefinita. Il Secondo congresso continentale aveva redatto gli Articoli di Confederazione nel 1779 (15 novembre). Gli Articoli delineavano una confederazione permanente di Stati, ma garantivano al Congresso -unica istituzione a livello federale- ben poco potere per finanziarsi e per imporre le sue risoluzioni. Tali articoli rimasero in vigore solo per otto anni, infatti il 15 settembre del 1787 venne ultimata la Costituzione Federale Americana, la quale entrerà tuttavia in vigore solo un anno dopo, nel 1788, con la ratifica da parte del nono Stato, il New Hampshire.
La depressione economica che seguì la Guerra d'Indipendenza aggravò i problemi. Nell'inverno tra il 1786 e il 1787, si verificarono diverse rivolte. La principale avvenne nel Massachusetts, dove gruppi di agricoltori, impossibilitati a pagare le imposte e a saldare i debiti, impedirono il funzionamento delle corti di giustizia - che potevano incarcerare i debitori insolventi - e diedero l'assalto a un arsenale. Le classi dirigenti che avevano guidato la Rivoluzione, iniziarono a temere per la tranquillità sociale. L'incapacità del Congresso di trovare il denaro per saldare i debiti di guerra e di stimolare la cooperazione tra gli Stati per incoraggiare i commerci contribuì ad appesantire il clima.

### La Convenzione costituzionale
La necessità di riformare le istituzioni federali spinse ad organizzare una convenzione interstatale ad Annapolis, nel settembre 1786. La Convenzione andò deserta e se ne istituì un'altra, per la primavera successiva, a Filadelfia, in Pennsylvania.
La Convenzione di Filadelfia iniziò i lavori nel maggio 1787. Era stata convocata con il modesto incarico di suggerire riforme agli Articoli di Confederazione, ma i delegati iniziarono ben presto ad elaborare una nuova Costituzione.
La Costituzione, proposta dalla Convenzione, chiedeva un governo federale -dal campo d'azione limitato, ma indipendente dagli stati e superiore a essi- in grado di tassare all'interno del suo ruolo assegnato e dotato sia di un ramo esecutivo che di uno giudiziario, oltre che di una legislatura bicamerale. La legislatura nazionale -o Congresso- prevista dalla Convenzione dava corpo al compromesso centrale della Convenzione tra i piccoli stati che volevano mantenere il potere che avevano con il Congresso a "uno Stato, un voto" degli Articoli della Confederazione, e i grandi stati, i quali volevano che il peso della loro maggiore popolazione e benessere avesse una fetta proporzionale di potere. La camera alta -il Senato- avrebbe rappresentato gli stati equamente, mentre la camera bassa, la Camera dei Rappresentanti, sarebbe stata eletta da distretti dalla popolazione approssimativamente uguale.
La stessa Costituzione richiedeva la ratifica da parte di convenzioni statali specificatamente elette a questo scopo, e il Congresso della Confederazione raccomandò la Costituzione agli Stati, chiedendo che venissero indette delle convenzioni di ratifica.
Diversi degli stati piccoli, guidati dal minuscolo Delaware, abbracciarono la costituzione con poche riserve. Ma per New York e Virginia, in particolare per il primo, la questione divenne motivo di controversia. La Virginia era stata la prima colonia britannica in Nord America ad avere successo, aveva una grossa popolazione e la sua leadership politica aveva giocato un ruolo importante nella rivoluzione. New York era uno Stato grande e popoloso; con il miglior porto sulla costa atlantica, lo Stato era essenziale per il successo degli Stati Uniti. I locali politici newyorkesi erano strettamente controllati da una'élite parrocchiale e non era chiaro che i leader politici locali volessero dividere il loro potere con i politici nazionali che avrebbero controllato il governo federale.
La Convenzione di ratifica di New York divenne il centro di una battaglia circa l'opportunità di adottare la Costituzione.

### La lotta per la ratifica

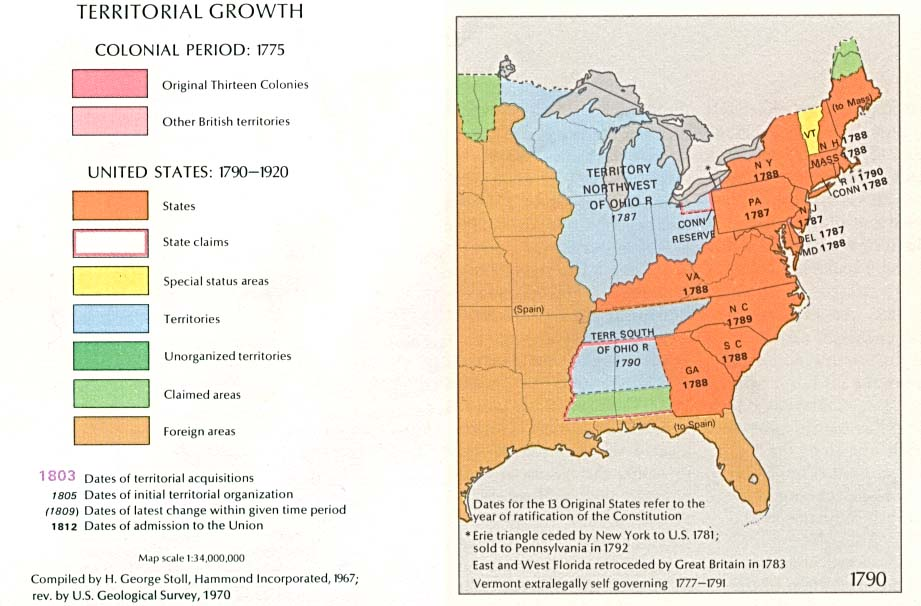
Gli stati degli USA nel 1790

I sostenitori della Costituzione presero il nome di Federalisti e guadagnarono rapidamente consensi in tutta la nazione. Tra i federalisti più noti troviamo Alexander Hamilton, James Madison e John Jay. Questi furono i principali contributori de Il Federalista, una serie di 85 saggi pubblicati nei quotidiani di New York, che servirono in vari modi come documenti fondanti per i nuovi Stati Uniti che sarebbero arrivati. Queste vennero scritte, comunque, dopo la Convenzione Costituzionale, ed erano parte dei dibattiti per la ratifica nello Stato di New York.
Gli oppositori al progetto di un governo più forte presero il nome di Anti-federalisti. Essi temevano che un governo con il potere di tassare sarebbe diventato ben presto dispotico e corrotto, come lo era stata la Gran Bretagna pochi decenni prima. I principali anti-federalisti furono Patrick Henry e George Mason. Essi erano anche abbastanza preoccupati dall'assenza di una carta dei diritti nella Costituzione. Collettivamente, i loro scritti vengono indicati come le Carte antifederaliste.
È interessante notare come Thomas Jefferson, che all'epoca serviva come ambasciatore in Francia, non fosse né federalista, né antifederalista, ma dichiarò di restare neutrale e accettare qualsiasi esito. Ad ogni modo, in alcune lettere spedite dalla Francia, egli espresse le sue riserve sui documenti al suo amico ed eventuale alleato, James Madison. I federalisti ottennero molto prestigio e vantaggio dall'approvazione di George Washington, che aveva presieduto la Convenzione Costituzionale.
Le promesse di una Carta dei Diritti da parte di Madison assicurarono la ratifica della Virginia, mentre nello Stato di New York, i Clintons, che controllavano la politica locale, cedettero quel tanto che bastava a permettere ad Alexander Hamilton di garantire la ratifica da parte della convenzione di New York. In base ai termini della Costituzione, il governo federale poteva entrare in funzione, governando gli stati che lo avevano ratificato, una volta che fosse giunta la ratifica da nove stati. Tecnicamente, la Costituzione degli Stati Uniti entrò in vigore con la ratifica da parte del New Hampshire, il 21 giugno 1788. Con l'aggiunta della Virginia il 25 giugno e di New York il 26, undici stati avevano ratificato, e tra questi tutti quelli principali.
La convenzione di ratifica della Carolina del Nord si aggiornò senza ratificare. Dominata dagli antifederalisti e guidata da un ammiratore di Jefferson, la convenzione venne convinta a trattenere la sua ratifica in attesa di mosse concrete da parte del primo Congresso per adottare una Carta dei Diritti, emendando la nuova Costituzione per garantire certi diritti fondamentali.
Il Rhode Island non si mosse per indire una convenzione di ratifica prima che il governo federale entrasse in funzione nel marzo/aprile 1789.
Il Congresso della Confederazione fece i preparativi necessari per la prima elezione nazionale, nella quale George Washington venne scelto come primo presidente e John Adams come primo vicepresidente. New York venne designata come prima, temporanea, capitale nazionale, dove Washington venne insediato nell'aprile 1789 nella Federal Hall di Manhattan.
Sotto la guida di James Madison, il primo Congresso si mosse bene sulla richiesta federalista per una Carta dei Diritti, proponendo agli Stati dodici emendamenti, dieci dei quali vennero rapidamente adottati e sono oggi noti come la Dichiarazione dei Diritti degli Stati Uniti. Dei dodici, uno non venne ratificato, mentre l'altro venne infine ratificato come il ventisettesimo emendamento. La convenzione di ratifica della Carolina del Nord si riunì poco dopo la proposta della Carta dei Diritti da parte del Congresso e ratificò la Costituzione. Il Rhode Island ratificò la Costituzione il 29 maggio 1790, e la Carta dei Diritti la settimana successiva.